# Plaża w Crosby

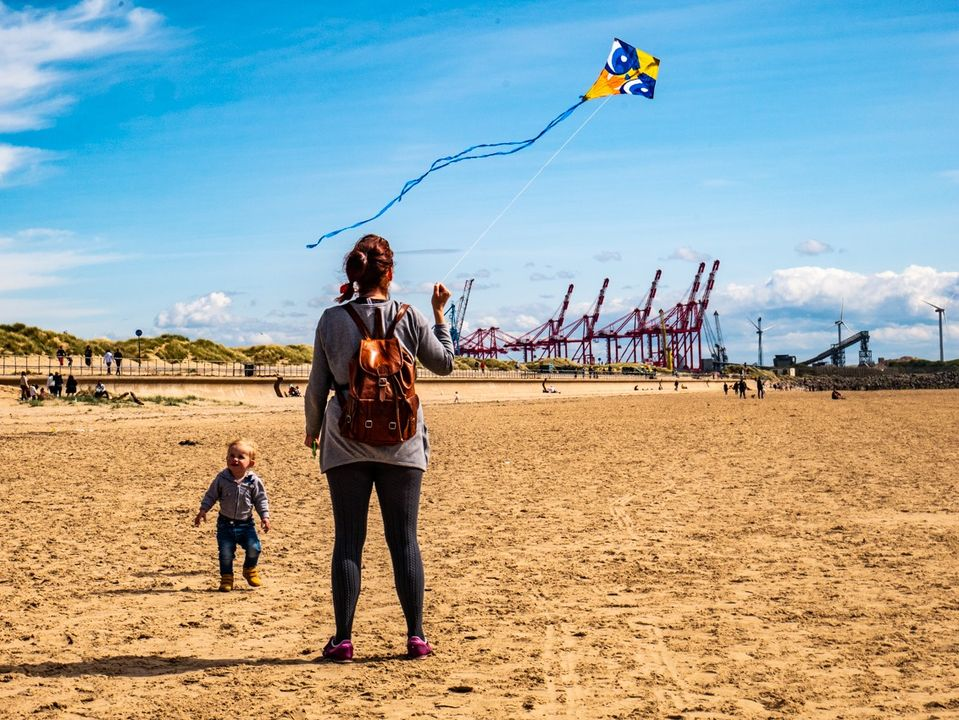
Plaża w Crosby jest popularnym miejscem rekreacji

Plaża w Crosby – jest częścią wybrzeża w Crosby w hrabstwie Merseyside na północ od Liverpoolu w dystrykcie metropolitalnym Sefton w Anglii. Rozciąga się na długość około 4 km. Na plaży znajduje się Another Place – instalacja artystyczna autorstwa Antony'ego Gormleya składająca się ze 100 żeliwnych postaci naturalnej wielkości skierowanych w stronę morza. Rzeźby wzorowane są na nagim ciele artysty i w zależności od pływów morskich znajdują się pod wodą lub na suchym lądzie.
Dzięki wsparciu finansowemu wartemu 10 milionów funtów przeprowadzono projekt przebudowy pobliskiej przystani na potrzeby  centrum turystycznego i wypoczynkowego. Nowy ośrodek z infrastrukturą rekreacyjną został otwarty pod koniec 2009 roku pod nazwą Crosby Lakeside Adventure Centre.
Wzmacnianie i ochrona wydm, to istotny element zachowania trwałości i stabilności tutejszego wybrzeża, poddawanego dużym pływom morskim. Erozja gruntów była poważnym problemem na początku XX wieku, kiedy to wydmy i ogrody zostały podmyte, co doprowadziło do wyburzenia wielu domów.
W 2011 roku plaża otrzymała nagrodę Keep Britain Tidy Quality Coast Award.